# Pratt & Whitney JT12
Los Pratt & Whitney JT12 y J60 son unos pequeños turborreactores fabricados por la compañía estadounidense Pratt & Whitney. El JFTD-12 (designación militar T73) es un motor turboeje relacionado. Las versiones turboeje para uso naval son conocidas como FT12.

## Variantes
Datos de Janes
- YJ60-P-1: prototipo
- JT12A-5 (J60-P-3/5/6) T-O: desde 9,14 a 13,35 kN.
- JT12A-21: 17,91 kN.
- J60-P-3
- J60-P-6

## Aplicaciones

### Civiles (JT12)
- North American Sabreliner
- Lockheed JetStar I

### Militares (J60)
- T-2B Buckeye
- T-39 Sabreliner
- Sikorsky XH-59/S-69
- XV-4 Hummingbird
- También de forma experimental en el Bell 533

### Desarrollos relacionados
- Pratt & Whitney T73

### Motores similares
- General Electric J85